# Вестник русской революции
«Ве́стник ру́сской револю́ции» (рус. дореф. Вѣстникъ русской революціи) — неонароднический социально-политический журнал, выходивший в 1901—1905 годах на нерегулярной основе под заголовком «Социально-политическое обозрение». С № 2 — идейно-теоретический орган Партии социалистов-революционеров (ПСР, или эсеры). Сыграл значимую роль в выработке и пропаганде идейных, программных и тактических принципов эсеров, напрямую содействовал созданию эсеровской партии.

## История
Идея создания журнала возникла в 1900 году в кружке российских политических эмигрантов (главным образом студентов), проживавших в Берлине и группировавшихся вокруг фигуры народовольца Ефима Левита.

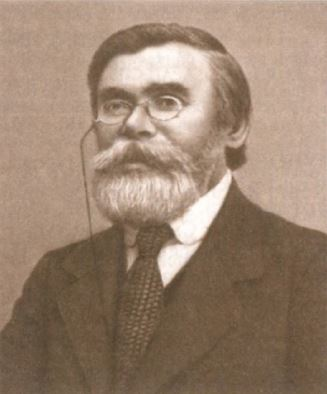
Николай Русанов, главный редактор журнала

«Вестник русской революции» печатался в Женеве, первоначально в типографии группы старых народовольцев, впоследствии — в типографии партии эсеров. Всего было выпущено четыре номера (№ 1 — июль 1901 года, № 2 — февраль 1902 года, № 3 — март 1903 года, № 4 — март 1905 года), тираж составлял 2—3 тысячи экземпляров. Автором опубликованной в № 1 программы журнала и главным редактором был Николай Русанов (литературный псевдоним — К. Тарасов). В состав редакции входили Илья Рубанович (вёл раздел, посвящённый проблемам западноевропейского социалистического движения), Михаил Гоц (автор «Беглых записок», финансировал издание первых двух номеров), а также Виктор Чернов и Леонид Шишко, преимущественно выступавшие по вопросам теории, программы и тактики партии эсеров. С № 3 журнал издавался под коллективной редакцией и под лозунгом ПСР — «В борьбе обретёшь ты право своё!».
Первоначально «Вестник русской революции» позиционировался как литературный журнал «революционного социализма», а после объединения всех эсеровских групп в Партию социалистов-революционеров в конце 1901 года — как идейный выразитель её программы и тактики. Журнал развивал теоретические установки ПСР, касавшиеся роли «внеклассовой революционной интеллигенции» в борьбе с самодержавием, аграрного вопроса и террористической деятельности. Публиковавшаяся на страницах издания хроника революционного движения в основном была посвящена выступлениям учащейся молодёжи и лишь отчасти — сведениям о рабочих стачках и демонстрациях в период 1901—1904 годов. Под той же рубрикой в «Вестнике русской революции» помещались подробные отчёты о делах Петра Карповича (убийцы министра народного просвещения Николая Боголепова) и Степана Балмашёва (убийцы министра внутренних дел Дмитрия Сипягина). В журнале также печатались полемические статьи, направленные против социал-демократов и марксистской газеты «Искра».
Виктор Чернов вспоминал, что среди сотрудников издания существовали разногласия по поводу крестьянского вопроса в России: революционеры вроде самого Чернова и его ближайшего друга Семёна Ан-ского (псевдоним Соломона Раппопорта) предполагали, что ближайшие годы станут временем возникновения массового аграрного движения, в то время как Николай Русанов, в соответствии с умонастроениями большинства народовольцев эпохи заката и ликвидации Исполнительного комитета «Народной воли», относился к перспективам выхода на политическую авансцену широкого аграрно-революционного движения с полным скептицизмом.